# Förbundsdagsvalet i Västtyskland 1965
Förbundsdagsvalet i Västtyskland 1965 ägde rum den 19 september 1965.
För den sittande CDU/CSU-regeringen var Ludwig Erhard kanslerkandidat. Erhard hade tagit över som kansler från Konrad Adenauer 1963. Willy Brandt var för andra gången SPD:s kanslerkandidat. CDU och SPD firade valframgångar medan FDP blev av med mandat. Valresultatet innebar en fortsättning på koalitionsregeringen mellan CDU/CSU och FDP. Den bröt samman ett år senare och ersattes 1966 av storkoalitionen mellan CDU/CSU och SPD.

## Resultat

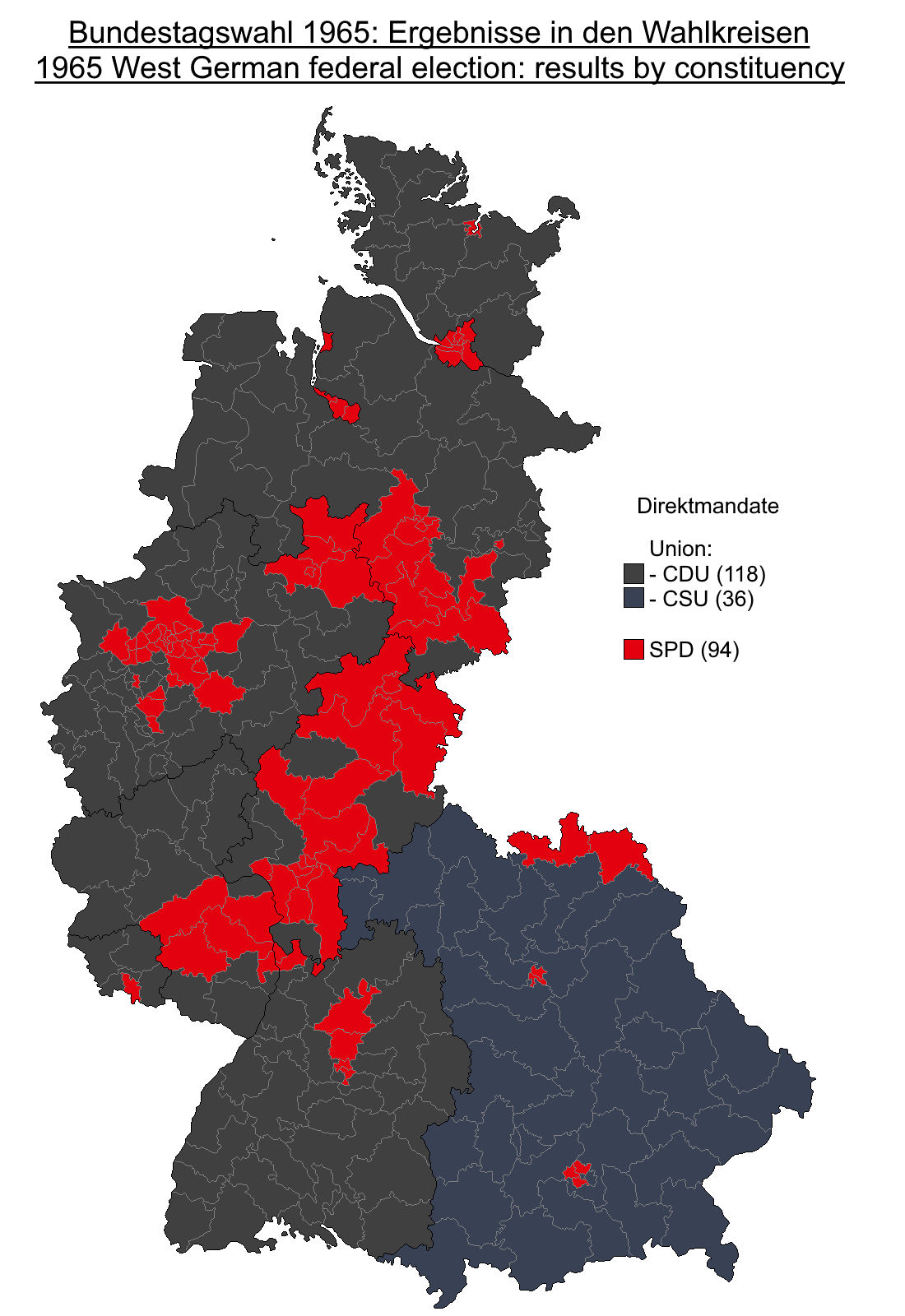
Valkretsresultat för förstarösterna

|  |

|  |

|  |

|  |

|  |

|  |

|  |

|  |

|  |

|  |